# Antonella Sciarrone Alibrandi
Antonella Sciarrone Alibrandi (Milano, 2 maggio 1965) è una giurista italiana, giudice della Corte costituzionale dal 14 novembre 2023.

## Biografia
Laureatasi alla Cattolica di Milano nel 1987, consegue un dottorato di ricerca in diritto civile all'Università di Ferrara nel 1992.
Docente di diritto dell'economia alla Cattolica, è stata sottosegretario del Dicastero per la cultura e l'educazione della Santa Sede dal 25 novembre 2022 al 14 novembre 2023. Il 16 marzo 2024 è nominata consultore del medesimo dicastero.

### Giudice costituzionale
Con decreto del 6 novembre 2023, reso pubblico il 10, il presidente della Repubblica Sergio Mattarella l'ha nominata, insieme a Giovanni Pitruzzella, giudice della Corte costituzionale; ha prestato giuramento il 14 novembre.

## Opere
- L'interposizione della banca nell'adempimento dell'obbligazione pecuniaria, Milano, Giuffrè Editore, 1997, ISBN 88-14-06597-7.
- Il nuovo diritto delle società di capitali e delle società cooperative, curatela con Matteo Rescigno, Milano, Giuffrè Editore, 2004, ISBN 88-14-11007-7.
- Centrali dei rischi: profili civilistici, curatela, Milano, Giuffrè Editore, 2005, ISBN 88-14-12247-4.
- Ius variandi bancario: sviluppi normativi e di diritto applicato, curatela con Aldo A. Dolmetta, Milano, Giuffrè Editore, 2012, ISBN 88-14-17352-4.